# Шембера, Алоис Войтех
Алоис Войтех Шембера (чеш. Alois Vojtěch Šembera, известен также под псевдонимом Мудромил Митский; 21 марта 1807, Високе-Мито — 23 марта 1882, Вена) — чешский языковед, историк литературы и этнограф. Иностранный член-корреспондент Санкт-Петербургской академии наук (1868).

## Биография
Шембера родился в городе Високе-Мито (в пределах нынешнего Пардубицкого края), на стыке чешской и моравской этнолингвистических стихий. Изучал филологию и право в Карловом университете Праги. В 1839—1847 гг. преподавал чешский язык и литературу в Оломоуце, в 1847—1849 гг. — в Брно, затем — в Вене.
Как один из видных деятелей Чешского национального возрождения Шембера отстаивал права чешского языка как общего литературного языка чехов и мораван, требовал признания его официального статуса на соответствующих землях Австрийской империи (Чехии, Моравии и Силезии). Например, в сочинении «О равенстве обоих национальных языков в Моравии» (нем. Über die Gleichstellung der beiden Landessprachen in Mähren; 1848); выступал, в частности, за использование чешских названий улиц наравне с немецкими, за театральные постановки на чешском языке. Не только научное, но и гражданско-публицистическое значение имела его двухтомная «История речи и литературы чешско-славянской» (чеш. Dějiny řeči a literatury českoslovanské; первый том, до 1409 г. — 1858, второй, по текущий момент, — 1868). При этом, однако, Шембера стремился оставаться целиком и полностью на научных основаниях — и потому в конечном счёте выступил с утверждениями о подложности Краледворской рукописи в работе «Кто написал Краледворскую рукопись в 1817 году?» (чеш. Kdo sepsal Královédvorský rukopis roku 1817?; 1880). Ряд трудов Шемберы посвящён истории Чехии и Моравии, — в частности, «Вторжение монголов в Моравию» (чеш. Vpád Mongolů do Moravy; 1842). В 1848—1849 гг. Шембера редактировал «Моравскую газету» (чеш. Moravské noviny).
Среди прочих работ Шемберы сочинение «Западные славяне в древности» (чеш. Západní Slované v pravěku; 1860) посвящено доказательству того, что славяне были коренным, а не пришлым населением Центральной Европы: как указывает реферировавший этот труд в 1873 году Нил Попов, «трудясь более пятнадцати лет тому назад над трактатом о славянах, живущих в Нижней Австрии, он изучил несколько тысяч специальных карт этой страны, находящихся в венском центральном кадастровом архиве, и нашёл в них множество славянских названий рек, гор, лесов, равнин и местечек (гораздо более 1000); … так как столь большое число древнейших названий оказывается заимствованным из славянского языка, то не может быть, чтобы славяне пришли в эту страну только в VI веке нашей эры, вместе с аварами, как вообще полагают; без сомнения они жили здесь с незапамятных времён».
Аналогичную работу А. Шембера проделал во второй части книги со славянскими названиями Иллирии. По мнению Попова, «вследствие изложения г-на Шемберы, древняя история Богемии получила такую ясность, при которой тогдашние события становятся весьма просты и удобопонятны».
Тадеуш Войцеховский так отзывается о его труде: «дело его — истинное открытие на поле славянства». Его диалектологическая карта чехо-словенских наречий занимала видное место на пражской этнографической выставке 1895 года. Его труд «Основы чехо-словенской диалектологии» (Základové dialektologie československé) не потерял значения и теперь.

## Труды
- Historie o vpádu Mongolů do Moravy (1841).
- Böhmische Rechtsschreibung (1841).
- Staroturecké popsáni Slovanův a Rusův (1844).
- Historie staršich moravských desk zemských (1846).
- Jazyk moravský v pruském Slezku (1842).
- Základové dialektologie československé (1864).